# Gare de Seclin
La gare de Seclin est une gare ferroviaire française de la ligne de Paris-Nord à Lille, située sur le territoire de la commune de Seclin, dans le département du Nord, en région Hauts-de-France.
Elle est mise en service en 1846 par la Compagnie des chemins de fer du Nord.
C'est une gare voyageurs de la Société nationale des chemins de fer français (SNCF), desservie par des trains TER Hauts-de-France.

## Situation ferroviaire
Établie à 31 mètres d'altitude, la gare de Seclin est située au point kilométrique (PK) 239,350 de la ligne de Paris-Nord à Lille, entre les gares de Phalempin et de Wattignies - Templemars.
Ancienne gare de bifurcation, elle était également située au PK 29,721 de la ligne de Templeuve à Don-Sainghin (déclassée).

## Histoire
La station de Seclin est mise en service le 1er avril 1846 par la Compagnie des chemins de fer du Nord, lorsqu'elle ouvre la section d'Arras à la frontière de sa ligne de Paris à Lille et à la frontière belge. On construit un nouveau bâtiment voyageurs, largement dimensionné, et on travaille sur des remblais pour agrandir la plateforme des voies de garage en 1864.
Le tableau du classement par produit des gares du département du Nord pour l'année 1862, réalisé par Eugène de Fourcy, ingénieur en chef du contrôle, place la station de Seclin au 26e rang, et au 75e pour l'ensemble du réseau du Nord, avec un total de 79 497,47 fr. Dans le détail, cela représente : 28 571,25 fr pour un total de 40 958 voyageurs transportés, la recette marchandises étant de 1 368,57 fr (grande vitesse) et 39 558,05 fr (petite vitesse).
Le 3 septembre 1871, une collision ferroviaire provoque en gare la mort d'au moins 13 personnes.
Entre 1997 et 2001, la gare de Seclin est rénovée comme la totalité des gares et des points d'arrêts entre Lille et Lens. On y ajoute un abri pour vélos ainsi que des écrans de passage de train.
L'activité auto-train a cessé en décembre 2008. En effet, jusqu'à cette date, Seclin constituait le terminal auto-train de Lille. Provisoirement reportée sur le site d'Arras, l'activité auto-train est fermée aux particuliers sur ces deux sites et la gare auto-train d'Arras sert de site d'embarquement auxiliaire des voitures neuves qui sortent des usines automobiles voisines afin de les diriger vers leurs sites de vente ou de livraison.

## Fréquentation
De 2015 à 2022, selon les estimations de la SNCF, la fréquentation annuelle de la gare s'élève aux nombres indiqués dans le tableau ci-dessous.
| Année                      | 2015    | 2016    | 2017    | 2018    | 2019    | 2020    | 2021    | 2022    |
| -------------------------- | ------- | ------- | ------- | ------- | ------- | ------- | ------- | ------- |
| Voyageurs                  | 258 739 | 263 085 | 275 348 | 268 269 | 301 904 | 197 066 | 236 080 | 317 594 |
| Voyageurs et non voyageurs | 323 424 | 328 856 | 344 185 | 335 336 | 377 381 | 246 333 | 295 100 | 396 992 |

## Service des voyageurs

### Accueil
Gare SNCF, elle dispose d'un bâtiment voyageurs, avec guichet, ouvert du lundi au samedi et fermé les dimanches et jours fériés. Elle est équipée d'automates pour l'achat de titres de transport.
Un souterrain permet la traversée des voies et le passage d'un quai à l'autre.

### Desserte
Seclin est desservie par des trains TER Hauts-de-France qui circulent sur les lignes : no 02-02 bis entre Arras et Lille, et no 13 entre Lens et Lille.

### Intermodalité
Un parc pour les vélos et un parking pour les véhicules y sont aménagés. 
La gare est desservie par la ligne L92 du réseau Ilévia et par les lignes 879 et 895 du réseau interurbain Arc-en-Ciel 2. 

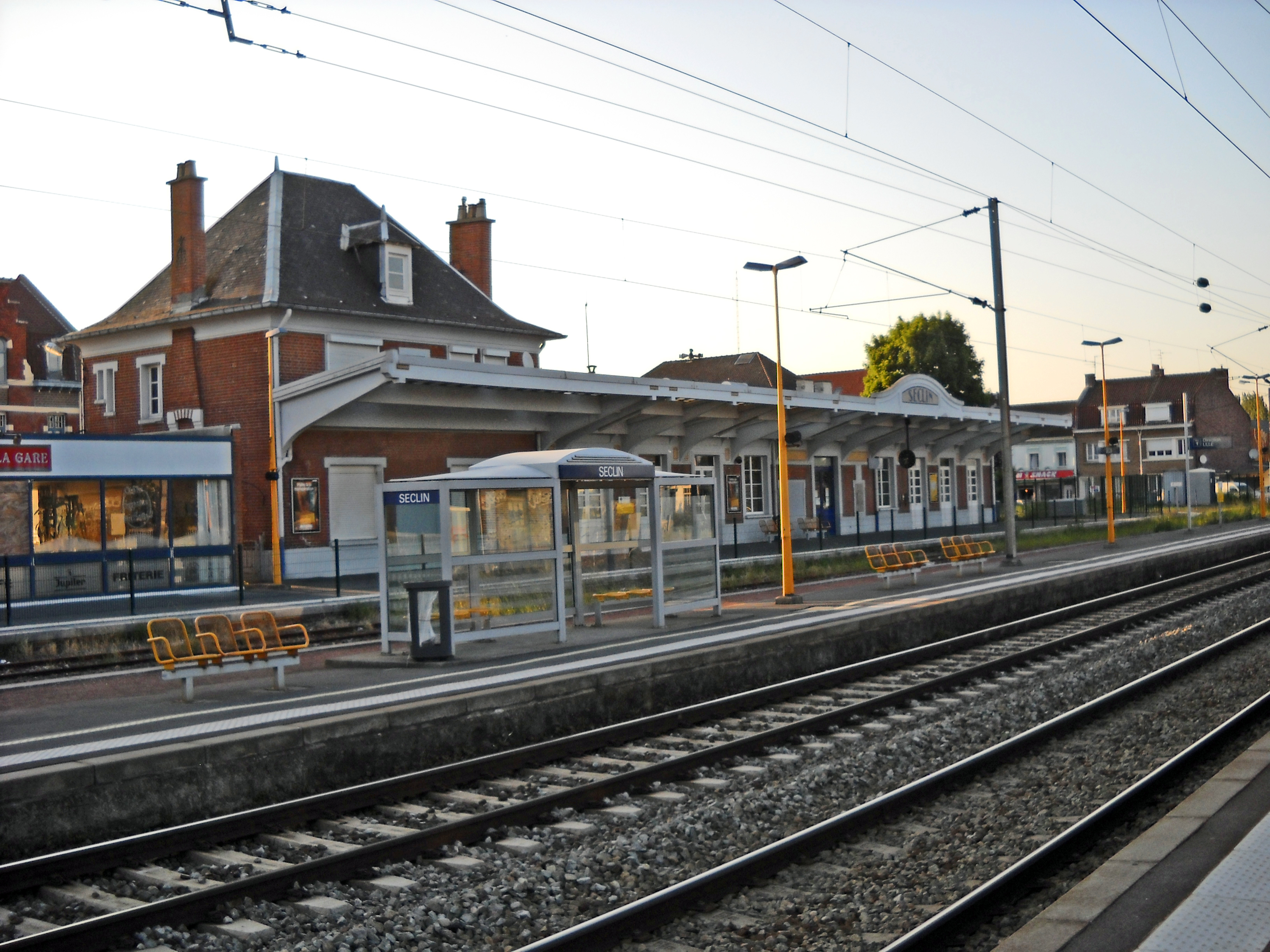
Voies, quais et bâtiment voyageurs.
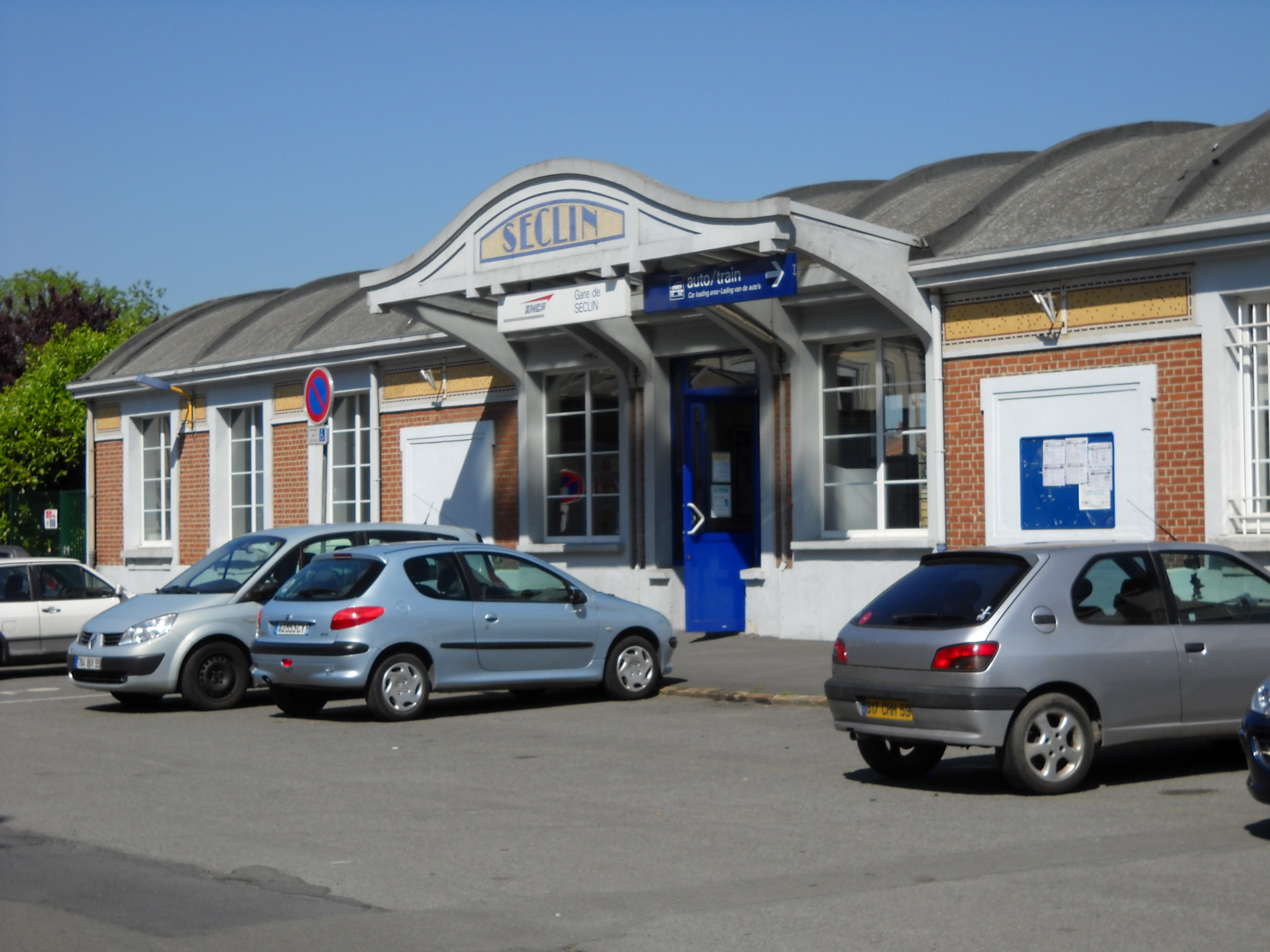
Parking et entrée des voyageurs.
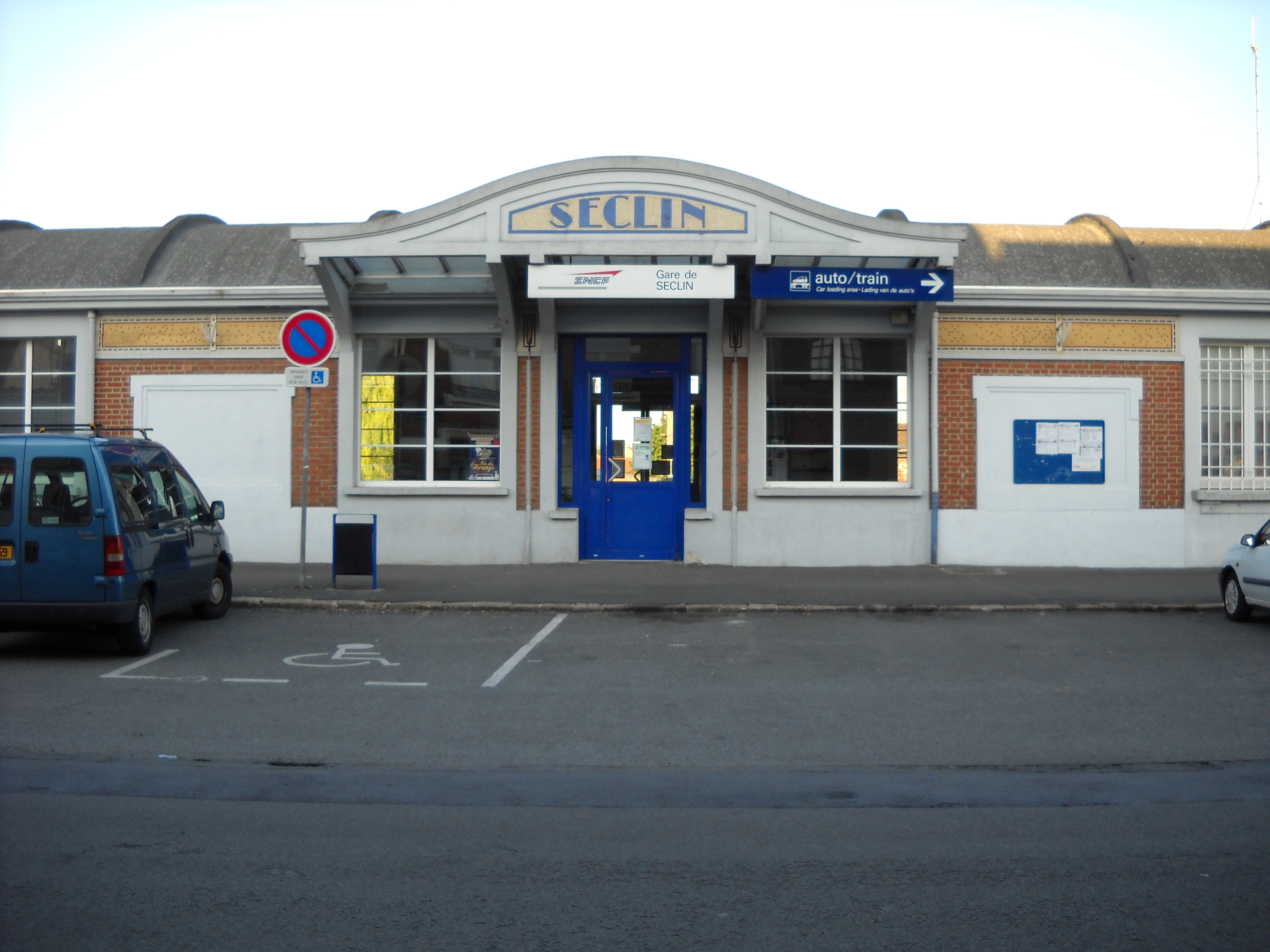
Fronton de la gare.

## Patrimoine ferroviaire

### Anciens bâtiments
L’aspect du premier bâtiment voyageurs, construit vers 1846, n’est pas connu.
Le bâtiment qui le remplaça en 1865 était un bâtiment Nord correspondant au plan type standard pour les gares de grande et moyenne importante, avec un hall central doté d'un fronton surplombant la salle des pas perdus, flanqué de deux ailes basses et de deux pavillons à étage.
À Seclin, la façade est en brique, et le toit est en zinc. Le hall central, de trois travées sous bâtière transversale, est bordé par de courtes ailes basses de trois travées. Les pavillons latéraux sont à deux étages et surmontée d'une toiture en pavillon (toiture à quatre versants).

### Bâtiment actuel
Ce bâtiment détruit pendant la guerre, est remplacé durant les années 1920 par un bâtiment de style art-déco (gare de la reconstruction) doté d'une aile, de neuf travées sous un toit arrondi en béton, flanquée par un logement de fonction à étage muni d'une toiture en croupe. Il présente les caractéristiques suivantes :
- la façade est en briques rouges avec de la pierre ou du béton pour le soubassement et les encadrements de baies ;
- le corps de logis est doté de fenêtres irrégulières et de nombreux éléments décoratifs (loggia, cheminées apparentes, lucarnes...) ;
- une frise en mosaïque court au-dessus des baies de l'aile basse ;
- côté quais, une marquise en béton, dotée d’un arrondi en son centre, où le nom de la gare est inscrit en mosaïque, protège les voyageurs des intempéries ;
- une petite marquise arrondie surplombe l’entrée des voyageurs côté rue et porte également le nom de la gare en mosaïque.

La toiture arrondie en béton est assez rarement utilisée pour les gares (il en existe quelques exemples, notamment la gare d'Anor). En revanche, cette construction est fort commune pour les halles à marchandises construites par les Chemins de fer du Nord durant l’entre-deux-guerres.